# Dennis DeConcini
Dennis Webster DeConcini (Tucson, 8 maggio 1937) è un politico e avvocato statunitense, senatore per lo stato dell'Arizona dal 1977 al 1995.

## Biografia
Nato a Tucson, DeConcini era figlio di un magistrato italoamericano che aveva ricoperto alcuni incarichi statali come membro del Partito Democratico.
Dopo essersi laureato in legge all'Università dell'Arizona, DeConcini lavorò come avvocato nello staff del governatore dell'Arizona, per poi fondare un proprio studio legale privato. Nel 1976 entrò in politica nello stesso partito del padre e si candidò al Senato, riuscendo a vincere.
DeConcini fu rieletto per altri due mandati nel 1982 e nel 1988, ma nel 1994 decise di non chiederne un altro e si ritirò alla scadenza del mandato l'anno seguente. Nel febbraio dello stesso anno, il Presidente Clinton lo nominò consigliere d'amministrazione della Freddie Mac, incarico che mantenne fino al maggio del 1999.